# 福知山市立明正小学校
福知山市立明正小学校（ふくちやましりつ めいせいしょうがっこう）は、京都府福知山市夜久野町井田に存在した公立小学校。
山間部に位置し、過疎化による児童数減少が著しい。2012年4月当時での児童数は58名。

## 沿革
- 1871年5月（明治4年4月） - 敬学校として発足。
- 1873年（明治6年）8月 - 千原小学校・今西中小学校・畑小学校が開校。
- 1892年（明治25年）4月 - 各校が下夜久野尋常小学校・千原尋常小学校・畑尋常小学校と改称。
- 1920年（大正9年）4月 - 現在地に校舎落成。
- 1935年（昭和10年）4月 - 千原分教場を統合。
- 1941年（昭和16年）4月1日 - 下夜久野国民学校と改称。
- 1947年（昭和22年）4月1日 - 下夜久野村立下夜久野小学校と改称。畑小学校を分離。
- 1954年（昭和31年）9月30日 - 天田郡下夜久野村が同郡中夜久野村と合併、町制施行したのに伴い、夜久野町立下夜久野小学校と改称。
- 1965年（昭和40年）4月 - 夜久野町立畑小学校を統合し、夜久野町立明正小学校と改称。
- 1966年（昭和41年）4月 - 校歌・校章を新たに制定。
- 1993年（平成5年）10月 - 校舎を全面改築。
- 2006年（平成18年）1月1日 - 天田郡夜久野町が福知山市へ編入されたのに伴い、福知山市立明正小学校と改称。
- 2013年（平成25年）3月31日 - 児童数減少により、同町内の育英小学校・精華小学校並びに夜久野中学校と統合、夜久野学園夜久野小学校となる。

## 通学区域
- 福知山市夜久野町
  - 字　今里、柿本、稲垣、金尾、西谷、桑村、小畑、今西中、井田、下町、上町、且、奥、向、上千原、中千原、下千原

卒業生は基本的に福知山市立夜久野中学校へ進学する。

## 周辺
- 夜久野郵便局
- 夜久野ふれあいプラザ
- 国道9号
- 牧川

## アクセス
- JR山陰本線 下夜久野駅から東へ400m
- 京都交通・福知山市営バス 畑口にて下車
- 京都府道707号小坂青垣線沿い